# Fairytales (Alexander Rybak-album)
A Fairytales Alexander Rybak belorusz származású norvég énekes, hegedűművész és zeneszerző első stúdióalbuma. 2009 május 29-én jelent meg. Az albumnak három kislemeze van. Az első a Fairytale című dal, ami az album névadója is; ezzel nyerte meg Rybak a 2009-es Eurovíziós Dalversenyt. A második a Funny Little World, amelyben az énekes újonnan szerzett hírnevéről énekel. A harmadik kislemez a Roll With the Wind, amiben a szélben való kergetőzés örömeit énekli el.

## Számlista
1. Roll With The Wind	3:35
2. Fairytale	3:02
3. Dolphin	4:18
4. Kiss and Tell	3:24
5. Funny Little World	3:58
6. If You Were Gone	4:26
7. Abandoned	4:03
8. 13 horses	5:37
9. Song from a secret garden	2:46